# 小木曽祐子
小木曽祐子（おぎそ ゆうこ、1977年10月3日 - ）は、日本の元女性声優。埼玉県出身。以前はマウスプロモーションに所属していた。小木曽裕子と誤記されることもある。

## 後任
小木曽の引退後、以下の人物が引き継いだ。
- 松浦チエ - 『スポンジ・ボブ』（サンディ・チークス（2代目）、シェルドン・J・プランクトン（2代目）、マーガレット・スクエアパンツ（2代目）他）※シーズン3途中から
- 奥田啓人 - 『スポンジ・ボブ』（フジツボボーイ（2代目）、シャボンくん（2代目））※シーズン4から
- 谷育子 -『スポンジ・ボブ』（グランマ・スクエアパンツ（2代目）、ミセス・カーニ（2代目））※シーズン4からシーズン8まで
- 松野太紀 - 『スポンジ・ボブ』（落書きボブ（2代目））※シーズン11からシーズン13まで
- 吉元里謹 -『スポンジ・ボブ』（マージ・スター（2代目））※シーズン12

## 出演作品
※ 太字はメインキャラクター。

### テレビアニメ
1999年
- スポンジ・ボブ （1999年 - 2004年、サンディ・チークス[3]〈初代〉、シェルドン・J・プランクトン[3]〈初代〉、フジツボボーイ〈初代〉、シャボンくん〈初代〉、落書きボブ〈初代〉 他）
- 逆立ちちゃん

2001年
- 超GALS!寿蘭 （女の子3）
- ココロ図書館 （司書2）

不明
- ネッズニュート

### 外画
- ダラス （ポーラ役）
- クリスティ （モンティ）
- ジャスティス
- シナリオライターは君だ!
- キャデラック・マン
- 復活 ドラゴン危機一発

### ゲーム
- センチメンタルグラフティ 約束 （同級生男子1）
- 3年B組金八先生 伝説の教壇に立て! （美咲の母）

## 外侮リンク
- マウスプロモーション所属時のプロフィール